# Poppe (Name)
Poppe ist ein deutscher Vor- und Familienname.

## Namensträger

### Vorname
- Poppe Folkerts (1875–1949), deutscher Künstler

### Familienname
- Albrecht Poppe (1847–1907), deutscher Naturwissenschaftler und Schriftsteller
- André Poppe (* 1943), belgischer Radrennfahrer
- Andreas Poppe, deutscher Theaterwissenschaftler, Dramaturg und Schauspiellehrer
- Carl Gerhard Poppe (1813–1891), deutscher Baumeister und Antikenforscher
- Carl Wilhelm Poppe (1901–1961), deutscher Unternehmer
- Claus Peter Poppe (* 1948), deutscher Politiker (SPD)
- Cornelius Poppe (1691–1768), deutscher Politiker, Hamburger Bürgermeister
- Daniel Poppe (1707–1774), deutscher Politiker, Hamburger Oberalter
- Eberhard Poppe (1931–2020), deutscher Rechtswissenschaftler
- Eduard Poppe, deutscher Rugbyspieler, Olympiateilnehmer 1900
- Enno Poppe (* 1969), deutscher Komponist und Dirigent
- Erich Poppe (* 1951), deutscher Keltologe
- Erik Poppe (* 1960), norwegischer Filmregisseur, Drehbuchautor, Kameramann und Pressefotograf
- Evy Poppe (* 2004), belgische Snowboarderin
- Fedor Poppe (1850–1908), deutscher Porträt-, Genre- und Landschaftsmaler
- Franz Poppe (1834–1915), deutscher Lehrer und Autor
- Franz Michael Poppe (1724–1800), deutscher Jurist, Hamburger Archivar und Protonotar
- Franz-Ulrich Poppe (1939–2024), deutscher Keramiker und Designer
- Frederik Poppe (* 1975), deutscher Künstler, Rehabilitationswissenschaftler und Hochschullehrer
- Georg Poppe (1883–1963), deutscher Maler und Grafiker
- Gerd Poppe (1941–2025), deutscher Bürgerrechtler und Minister ohne Geschäftsbereich der DDR
- Gerhard Poppe (1928–2008), Medienkundler und Seelsorger
- Grit Poppe (* 1964), deutsche Schriftstellerin
- Guido Poppe (* 1954), belgischer Weichtierkundler
- Gustav Poppe (Heimatforscher) (1818–1906), deutscher Apotheker und Heimatforscher
- Gustav Poppe (* 1904), deutscher Ministerialbeamter
- Hanno Poppe (1921–1983), deutscher Radiologe und Hochschullehrer, Vorsitzender der Deutschen Röntgengesellschaft
- Hans Poppe (1928–1999), deutscher Szenenbildner
- Helga Poppe (* 1942), deutsche Liedermacherin
- Hella Poppe (* 1948), Stadtplanerin und Politikerin (SPD), MdBB
- Helmut Poppe (1926–1979), deutscher Militär, Generalleutnant der Nationalen Volksarmee
- Hermann Poppe-Marquard (1908–1993), deutscher Kunsthistoriker, Historiker und Museumsleiter
- Inge Poppe-Wühr (1944–2021), deutsche Buchhändlerin
- Jean-Marie Poppe (* 1938),  französischer Radrennfahrer
- Johann Georg Poppe (Architekt, 1769) (1769–1826), deutscher Architekt
- Johann Georg Poppe (Architekt, 1837) (1837–1915), deutscher Architekt
- Johann Heinrich Moritz von Poppe (1776–1854), deutscher Mathematiker und Physiker
- Johanna Paungger Poppe (* 1953), österreichische Sachbuchautorin
- Karl Poppe (Politiker, 1863) (1863–1932), deutscher Politiker (Zentrum)
- Karl Poppe (Fußballspieler), norwegischer Fußballspieler
- Karl Poppe (Politiker, 1896) (1896–1965), deutscher Politiker (NSDAP)
- Kurt Poppe (1880–1960), deutscher Tier-Pathologe und Veterinär sowie Hochschullehrer
- Lorenz Poppe (1692–1760), deutscher Politiker, Hamburger Oberalter
- Louis Poppe (1884–1935), französischer Turner
- Maximilian Poppe (1804–1877), deutscher Gastwirt, Architekt, Schriftsteller und Historiker
- Nicolaus Poppe (1365–1428), deutscher Propst des Klosters Uetersen
- Nikolaus Poppe (1897–1991), russischer Linguist
- Nils Poppe (1908–2000), schwedischer Schauspieler
- Oskar Poppe (1866–1918), deutscher Chemiker
- Reimar Poppe (1869–1927), deutscher Opernsänger (Bass)
- Reiner Poppe (* 1939), deutscher Pädagoge und Philologe
- Rosa Poppe (1867–1940), österreichische Theaterschauspielerin
- Roswitha Poppe (1911–2003), deutsche Kunsthistorikerin
- Thomas Poppe (* 1952), deutscher Übersetzer und Sachbuchautor
- Ulrike Poppe (* 1953), deutsche Bürgerrechtlerin und Oppositionelle der DDR
- Uwe Poppe (* 1963), deutscher Schauspieler
- Walter Poppe (1886–1951), deutscher Fußball-Nationalspieler